# Abbaye de Theuley
L'abbaye de Theuley est une abbaye cistercienne, au hameau de Theuley-les-Vars, dans la commune de Vars, en Franche-Comté, fondée au XIIe siècle. Ne pas confondre avec la commune homonyme de Theuley (en Haute-Saône aussi), située à environ 25 km au nord-est de la commune de Vars.

## Historique

### La fondation
Cette création s'inscrit dans le cadre de la grande période d'expansion cistercienne.
La légende explique que cette création est due au songe d'un chanoine de Langres, songe au cours duquel son frère (ou son ami, selon les versions) Pierre de Mauregard, châtelain de Montsaugeon, lui apparut et lui intima l'ordre de donner le lieu désert de Vars au premier moine blanc qu'il rencontrerait.
En 1130, par devant Vilain d'Aigremont, évêque de Langres, les deux frères Eudes et Othon de Montsaugeon font donation du lieu de Tulleium à Gaucher, abbé de l'abbaye cistercienne de Morimond et ami de saint-Bernard. Douze moines de Morimond furent envoyés à Theuley pour y fonder l'abbaye. Le nom de Tulleium aurait été changé en Theolocus (lieu dédié à Dieu).
En 1168, Girard de Fouvent donne à l'abbaye tout ce qu'il possède dans le village de Bourberain.

### Querelles avec les Templiers
Les possessions de l'abbaye à Percey-le-Grand étaient contiguës avec les possessions de la commanderie de La Romagne, appartenant aux Templiers. Des dissensions se produisent entre les deux établissements, et l'évêque de Langres dut intervenir et procéder à la séparation des domaines, mais La Romagne a aussi sous sa dépendance la maison du Temple d'Autrey-lès-Gray, qui est proche de Theuley, et là aussi, des querelles de voisinage interviennent.

## Architecture et description
Ce qui subsiste de l’abbaye fait l’objet d’une inscription au titre des monuments historiques depuis le 21 décembre 2000. Cela concerne les deux pavillons d'entrée (façades et toiture), et sa porte monumentale ; le mur de clôture avec les tours au sud, le mur est, le mur nord jusqu'à l'emplacement de l'ancienne église et des bâtiments réguliers détruits ; les deux corps de bâtiments subsistant de l'ancienne aile sud des bâtiments réguliers (dans leur intégralité) ; le sol et les vestiges archéologiques où se trouvaient le cloître, les bâtiments réguliers et l'église ; le moulin (façade et toiture).

### L'église
Achevée en 1210, son portail était précédé d'un porche. Elle comportait trois nefs de sept travées sur croisées d'ogives, prolongées d'un transept surmonté d'un clocher, et le chœur était flanqué de deux chapelles, de deux travées chacune. Celle de gauche, la chapelle de Vergy, était dédiée à saint Georges, et celle de droite, la chapelle des seigneurs de Richecourt  était placé sous le vocable des Rois Mages.
L'église renfermait un grand nombre de sépultures, un certain nombre a été dessiné, et se retrouve dans les fonds Gaignières et Clairambault de la Bibliothèque nationale de France. Un religieux de l'abbaye a relevé les inscriptions se trouvant sur ces tombes à la fin du XVIIe siècle.
Les Vergy y tiennent une place importante, de nombreux membres de cette famille y sont enterrés : 
- Marguerite de Vergy, femme de Jean de Granson, seigneur de Pesmes, 1er novembre 1380. (reproduction in Dom Plancher, Histoire de Bourgogne, tome II, p. 344).
- Jean de Vergy, sénéchal de Bourgogne, 1320, ainsi que Gille de Vienne, sa femme, 1364.
- Henri de Vergy, dit le père des pauvres, avril 1335.
- Jean de Vergy, 1310.
- Henriette de Vergy, Dame de Fontaine-Française, femme de Jean de Longvy, puis de Jean de Vienne
- Jean III de Vergy, seigneur de Fouvent et de Champlitte, sénéchal de Bourgogne, 24 mai 1418, et Jeanne de Chalon, sa femme, 1380. (reproduction in Dom Plancher, Histoire de Bourgogne, tome II, p. 343).
- Marie de Vergy, comtesse de Fribourg et de Neuchâtel-sur-le-Lac, 29 janvier 1408.
- Claude de la Trémoille, femme de Charles de Vergy, seigneur d'Autrey et de Vaugrenans, 4 août 1438.
- Jean IV de Vergy, sénéchal de Bourgogne, 19 avril 1460.
- Jean Bâtard de Vergy, seigneur de Soilley et de Richecourt, 1457.

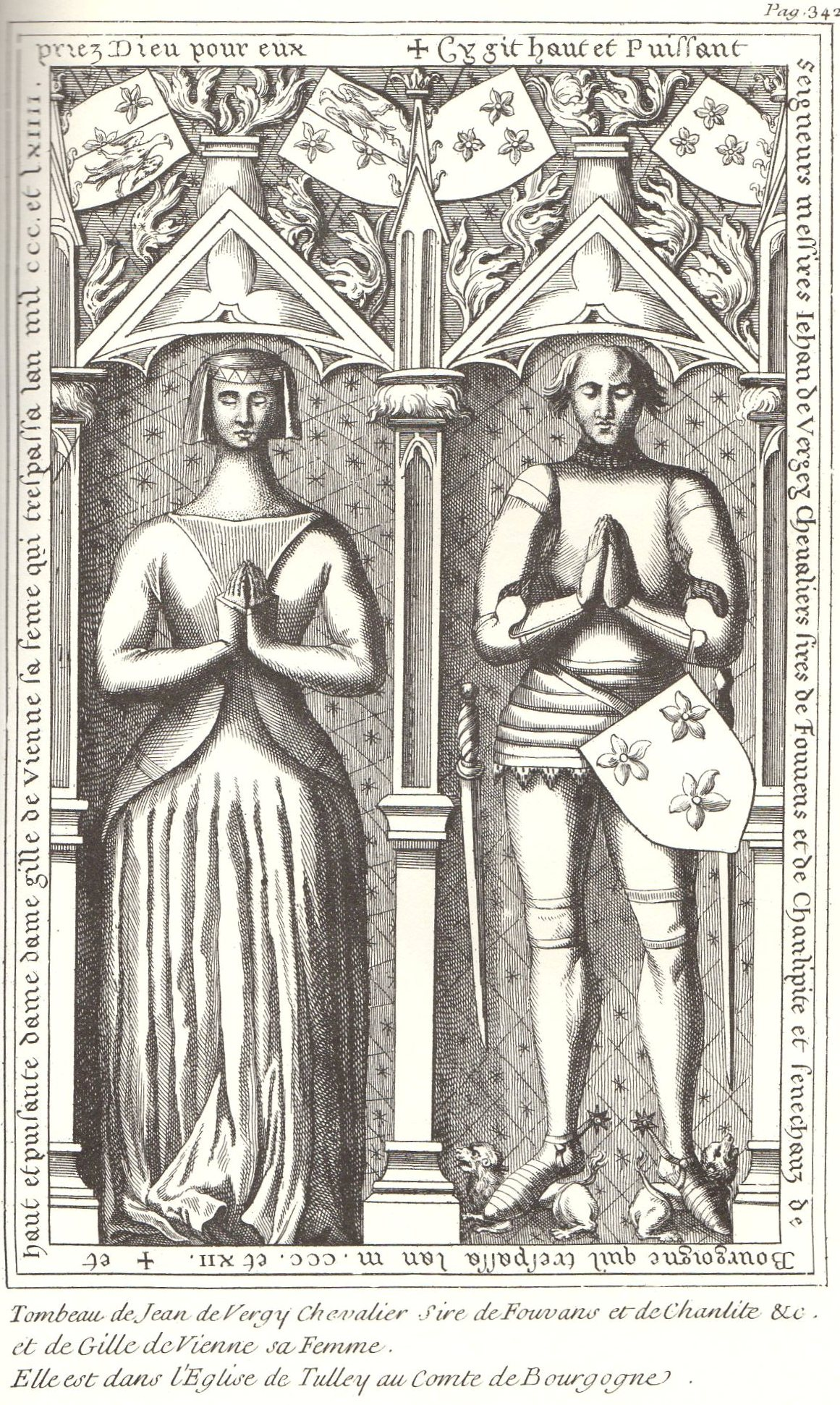
Pierre tombale de J. de Vergy et G. de Vienne.
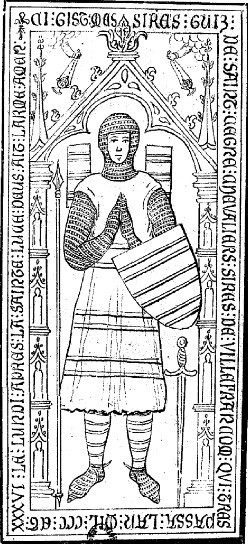
Tombe de Gui de Villefrancon.

## Filiations et dépendances
Theuley est fille de l'abbaye de Morimond. Huit granges en dépendaient :

### La grange de Montverrat
À 1,5 km de Theuley, au pied de la colline de Montverrat, cette grange est citée en 1142. Elle est encore mentionnée en 1445, mais les fouilles réalisées sur le terrain en 1996 et 1997 semble montrer qu'elle était abandonnée avant cette date. Ces mêmes fouilles ont semblé confirmer un document de 1445 qui cite une chapelle et huit appartenances pour cette grange.

### La grange de Montcierge
Située sur la commune de Percey-le-Grand, sur la colline de Montcierge, au nord, la grange de Montcierge est citée en 1148. Une visite des bâtiments du XVIIe siècle mentionne le logement du fermier, une grange, le logement du vigneron, une chapelle placée sous l'invocation de sainte Anne, et un cellier. Le plan cadastral de 1824 montre encore les dispositions de ces bâtiments, répartis autour de deux cours fermées. Il n'en subsiste plus qu'un seul, ainsi que des travaux de captage d'une source.
En 1668, la grange possédait trois cent cinquante ouvrées de vigne et leur culture était la principale activité de ce domaine.
Le site a été fouillé en août 1997.

### La grange de Chamard
Notice no IA00076911, sur la plateforme ouverte du patrimoine, base Mérimée, ministère français de la Culture

### La grange de Bley
Situé sur la commune d'Auvet-et-la-Chapelotte, Ponce de Montot donne à l'abbaye tout ce qu'il possède à l'emplacement du vieux moulin de Bley. Une grange est établie, à la place d'un autre installée à Maison-Rouge. 400 tonnes de fonte y sont produites en 1790

### La grange de la Bergerie
Située sur le territoire de la commune de Vars.

### La grange de Vars
- Maisons en ville

### Maison à Gray
Au 55 de la Grande-rue un bâtiment conventuel dit refuge de Gray ou Hospice de Theuley a été édifié au XVIe siècle.

### La fille de Theuley
L'abbaye de Haute-Seille est la seule fondation de Theuley. Elle se situe en Lorraine, sur l'actuelle commune de Cirey-sur-Vezouze (Meurthe-et-Moselle, France). Le site se trouve en plaine, non loin de la Vezouze, au sortir de Cirey dont il forme un écart.